# كمالا
جيمس «جيم» هاريس (بالإنجليزية: Kamala)‏ (28 مايو 1950 - 9 أغسطس 2020)، مصارع أمريكي محترف معتزل كان أول ظهور له في حلبات المصارعة عام 1978 إشتهر في حلبات المصارعة باسم كمالا ولقد اعتزل المصارعة عام 2010.

## روابط خارجية
- كمالا على موقع IMDb (الإنجليزية)
- كمالا على موقع ميوزك برينز (الإنجليزية)
- كمالا على موقع قاعدة بيانات الفيلم (الإنجليزية)
- كمالا على موقع دبليو دبليو إي (الإنجليزية)
- كمالا على موقع CageMatch worker (الإنجليزية)
- كمالا على موقع عالم المصارعة على الإنترنت (الإنجليزية)
- كمالا على موقع عالم المصارعة على الإنترنت (الإنجليزية)